# Poum (Nieuw-Caledonië)
Poum is een gemeente in Nieuw-Caledonië en telt 1.463 inwoners (2014). De oppervlakte bedraagt 469,4 km², de bevolkingsdichtheid is 3,1 inwoners per km².